# Estação La Bandera
A Estação La Bandera é uma das estações do Metrô de Caracas, situada no município de Libertador, entre a Estação Los Símbolos e a Estação El Valle. Administrada pela C. A. Metro de Caracas, faz parte da Linha 3.
Foi inaugurada em 18 de dezembro de 1994. Localiza-se no cruzamento da Avenida Nueva Granada com a Avenida Zuloaga. Atende as paróquias de San Pedro e de Santa Rosalía.